# Johan Peter Sydow
Johan Peter Sydow, född 13 juli 1747 i Kläckeberga församling, Kalmar län, död 26 december 1827, var en svensk präst och riksdagsman.

## Biografi
Johan Peter Sydow föddes 1747 på Horssö i Kläckeberga socken. Han var son till frälseinspektorn Christian Fredrik Sydow och Christina Wahlsten. Sydow blev 12 december 1767 student vid Uppsala universitet och prästvigdes i juni 1773 i Strängnäs domkyrka till huspredikant hos riksrådet, friherre Christopher Falkengréen. Han blev 1774 domkyrkoadjunkt i Kalmar församling och var från 1 maj 1779 till 1 maj 1784 amiralitetspastor vid sjökastellerna i Kungsholm och Dronningskär i Karlskrona. Sydow blev 15 november 1782 kyrkoherde i Högsby församling, tillträdde 1784 och blev 25 juli 1799 kontraktsprost i Handbörds kontrakt. Han var 1807 bankrevisor i Kalmar stift och riksdagsman vid riksdagen 1810 och riksdagen 1817. Sydow avled 1827.

### Familj
Sydow gifte sig första gången 7 juni 1782 i Kalmar med Charlotta Elisabet Rudbeck (1752–1812), dotter till överjägmästaren Olof Fredrik Rudbeck och Eva Barbro Ström. De fick tillsammans sonen landssekreteraren Axel Reinhold von Sydow (1788–1834) i Stockholm.
Sydow gifte sig andra gången 1814 med sin yngste sons svärmoder Sara Catharina Lidiin (1778–1826). Hon var änka efter sidenfabrikören Olof Benjamin Berg i Stockholm.